# Liz Hannah
Elizabeth „Liz“ Hannah (* 14. Dezember 1985 in New York City) ist eine US-amerikanische Drehbuchautorin und Filmproduzentin.

## Leben
Hannah wuchs an der Ostküste auf, studierte am Pratt Institute und zog danach nach Los Angeles, wo sie das AFI Conservatory besuchte. Sie plante eine Karriere als Filmproduzent und war zunächst in der Entwicklungsabteilung von Charlize Therons Produktionsfirma tätig. Später produzierte Hannah erste Kurzfilme, wobei sie beim Kurzfilm Skin auch die Regie übernahm.
2017 wurde ihr Drehbuchentwurf für den Film Die Verlegerin, der die Veröffentlichung der Pentagon-Papiere behandelt, von Steven Spielberg verfilmt. Nachdem Spielberg der Verfilmung zugestimmt hatte, wurde Hannah von Josh Singer bei der weiteren Arbeit am Drehbuch unterstützt.
Als nächstes Projekt nahm sie die Arbeit am Drehbuch zu Only Plane in the Sky auf, dass das Verhalten von George W. Bush am 11. September 2001 behandeln soll.

## Filmografie (Auswahl)
Drehbuchautor
- 2014: Skin (Kurzfilm)
- 2016: Guidance (Fernsehserie, 1 Episode)
- 2017: Die Verlegerin (The Post)
- 2019: Long Shot – Unwahrscheinlich, aber nicht unmöglich (Long Shot)
- 2020: All die verdammt perfekten Tage (All the Bright Places)
- 2023: Die Fotografin (Lee)

Produzent
- 2009: Adirondack (Kurzfilm)
- 2010: Equestrian Sexual Response (Kurzfilm)
- 2010: Simon (Kurzfilm)
- 2015: Hitchcock/Truffaut (Dokumentarfilm)